# Can Peix (Vilamalla)
Can Peix és una obra de Vilamalla (Alt Empordà) inclosa a l'Inventari del Patrimoni Arquitectònic de Catalunya.

## Descripció
Edifici situat a l'entrada del poble, venint de Garrigàs. És un edifici aïllat de planta rectangular, que es troba envoltat per una paret de tanca. L'entrada està emmarcada amb dos pilars rematats amb ceràmica de trencadís. L'edifici principal és de planta rectangular i coberta a dues aigües, en la que destaca la torre de planta quadrada. Les façanes presenten arrebossat i un destacat rellotge de sol, i les obertures estan emmarcades per una motllura decorativa.